# TSC Eintracht Dortmund
Der TSC Eintracht 1848/1895 Korporation zu Dortmund ist mit über 8.500 Mitgliedern (Stand: November 2024) der größte Sportverein an aktiven Mitgliedern der Stadt Dortmund. Er ging aus einer Fusion der Vereine TuS Eintracht Dortmund und Dortmunder SC 95 im Jahre 1969 hervor. Das weitläufige Clubgelände mit zwei Dreifachsporthallen, mehreren Gymnastikhallen, einem großen Kunstrasenplatz für Hockey und Lacrosse, einem kleinen Hockeyplatz, einer Laufbahn, einer Finn-Bahn, zwei Weitsprung-Anlagen, einer Kugelstoß-Anlage, einem Outdoor-Fitness-Bereich, einem Kunstrasenfußballplatz, zwei kleinen Kunstrasen-Nebenplätzen und zwei Beachvolleyballplätzen befindet sich unweit der Westfalenhalle und des Westfalenstadions an der Victor-Toyka-Straße. Die Vereinsfarben sind royalblau-weiß, das Vereinswappen zeigt ein stilisiertes dynamisches kleines e für Eintracht.
Der Verein verfügt über 30 Abteilungen, wobei Gymnastik, Fitness, Fußball, Hockey und der Kinder- und Jugendsport die größten Sparten sind. Des Weiteren gibt es noch Angebote unter anderem in Badminton, Basketball, Fechten, Judo, Kanu, Karate, Aikido, Arnis (Kampfkunst), Yawara, Leichtathletik, Rhythmische Sportgymnastik, Tischtennis, Tauchen, Rock ’n’ Roll, Lacrosse und Volleyball.
Bekannte Mitglieder sind die Olympiasieger von 1972 im Hockey Michael Krause und Werner Kaessmann, die Weltmeisterin von 1975 in der Rhythmischen Sportgymnastik Carmen Rischer sowie die mehrfache deutsche Meisterin im Eiskunstlauf Marina Kielmann. Willi Daume begann seine Funktionärstätigkeit beim TSC Eintracht als Jugend- und Handballwart.

## Geschichte

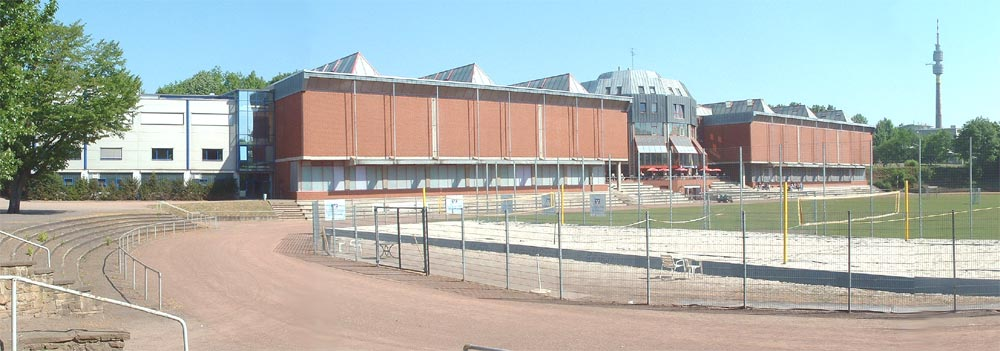
TSC-Sportzentrum vor der Renovierung 2017

Am 15. Juni 1848 wurde der TV Eintracht als erster Dortmunder Sportverein von zwanzig jungen Turnern gegründet. Der Staat verlieh am 25. August 1876 dem Verein die Rechte einer juristischen Person in Form einer Korporation. Dieser Rechtsstatus besteht heute noch. Am 30. Oktober 1921 wurde die vereinseigene Anlage an der Eintrachtstraße eingeweiht. Das Projekt war nur durch eine großzügige Schenkung des Dortmunder Fabrikanten Victor Toyka zu realisieren. Der heutige Standort trägt seinen Namen.
Die Eintrachthalle diente während des Nationalsozialismus als Sammelstelle zur Deportation der Dortmunder Juden. Ein Gedenkstein am Standort der ehemaligen Halle erinnert heute an die Gräueltaten. Im Zweiten Weltkrieg wird das Eintrachthaus durch zwei Bombenangriffe im Mai und Oktober 1944 zerstört. Insbesondere durch das Wirken Willi Daumes, der als Aktiver der Leichtathletikabteilung angehört hatte, wird der Sportbetrieb nach Kriegsende wieder rasch aufgenommen. Gleichzeitig wurde aus dem TV Eintracht der TuS Eintracht Dortmund.
Auch die zerstörte Anlage wird wieder aufgebaut. 1969 kam es zur Fusion mit dem damaligen Dortmunder SC 95. Seither trägt der Verein den heutigen Namen. Der Standortwechsel von der Eintrachtstraße – wo die Continentale das Gelände übernahm – an die Flora erfolgte 1983. Von der Beschlussfassung im März 1979 dauerte es nur zwei Jahre bis zum ersten Spatenstich und zwei weitere bis zur Einweihung im September 1983. In einem zweiten Bauabschnitt wurde der Gesamtbaukörper komplettiert und im März 1986 eingeweiht. Die baulich letzte Aktion beinhaltete 1995 einen Anbau mit Fitnessstudio, Sauna, Gymnastikhallen, Physiotherapie.
Geführt wird der TSC Eintracht vom Vorstand und Präsidium. Vorsitzender des Präsidiums ist Hockeyolympiasieger Michael Krause. Seit Januar 2012 ist Alexander Kiel hauptamtlicher Vorsitzender des Vereins, zuvor war er als Hauptgeschäftsführer für den TSC tätig.

## Fußball

### Geschichte
Die Fußballabteilung des TSC Eintracht führt die Tradition des Dortmunder SC 95 weiter, der als ältester Fußballverein Dortmunds gilt. 1933 fusionierte der DSC 95 mit den Sportfreunden 06 zu Sportfreunde 95 Dortmund. Die Verbindung war nur zustande gekommen, damit die Westfalenmetropole mit einem vermeintlich leistungsstarken Club in der neuen höchste Spielklasse, der Gauliga Westfalen, vertreten war. Bereits nach einem Jahr stiegen die Sportfreunde 95 wieder aus der Gauliga ab, und Dortmund war zwei Jahre lang ohne Erstligisten. Dem Abstieg folgte die Trennung der beiden Vereine. Nach dem Zweiten Weltkrieg spielte der DSC von 1956 bis 1963 in der zweitklassigen II. Division West.
Die Eintracht startete in der Saison 1969/70 in der seinerzeit viertklassigen Landesliga Westfalen und musste gleich in seiner ersten Spielzeit nach mannschaftsinternen Querelen in die Bezirksliga absteigen. Im Jahre 1971 gelang schließlich der Wiederaufstieg in die Landesliga. Zwei Jahre später wurde die Eintracht Vizemeister mit vier Punkten Rückstand auf den SV Holzwickede. Es sollte der sportliche Höhepunkt der Vereinsgeschichte werden, denn die erfolgreiche Mannschaft zerfiel und schon im Jahre 1977 stieg die Eintracht wieder in die Bezirksklasse ab. Drei Jahre später rutschte die Mannschaft gar in die Kreisliga ab. Nach einem kurzen Bezirksligacomeback in der Saison 1982/83 spielte die Mannschaft jahrelang in der Kreisliga, ehe im Jahre 2013 der Wiederaufstieg in die Bezirksliga gelang. Nach fünf Jahren folgte der Abstieg in die Kreisliga A.

### Jugendarbeit

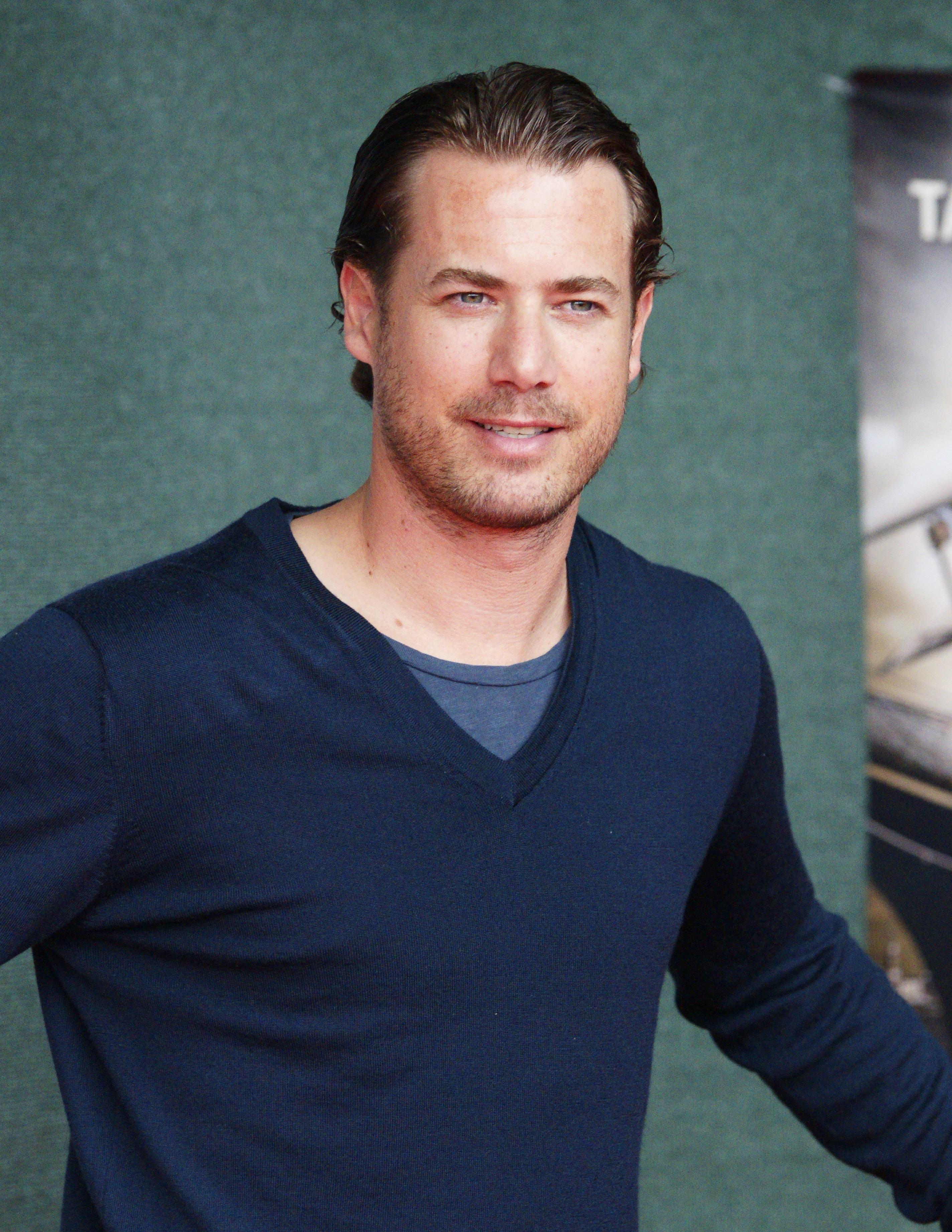
Lars Ricken

Bekannt ist die Fußballabteilung für ihre Jugendarbeit. Spieler wie Karl-Heinz Granitza, Lars Ricken und Stefan Klos kickten für die Eintracht-Jugend. Die B-Jugend der Eintracht wurde 1988 Westfalenmeister und nahm an der deutschen Meisterschaft teil, wo die Eintracht nach Siegen über Fortuna Düsseldorf und Bayer 04 Leverkusen erst im Halbfinale an Hertha Zehlendorf scheiterte.
Die A-Jugend des TSC Eintracht spielt seit der Saison 2014/15 in der zweitklassigen Westfalenliga. Die B- und die C-Jugend treten jeweils in der Landesliga an. In der Saison 2008/09 spielte die B-Jugend der Eintracht für ein Jahr in der U-17-Bundesliga. Die C-Jugend stieg 2011 nach einem 4:3-Sieg über Rot Weiss Ahlen in die erstklassige Regionalliga West auf, aus der sie ein Jahr später wieder absteigen mussten. Im Jahre 2013 gelang nach einem 3:0-Sieg über den SV Lippstadt 08 der Wiederaufstieg, dem der sofortige Abstieg folgte.

### Erfolge
- B-Jugend-Westfalenmeister: 1988, 2008[4]
- B-Jugend-Westfalenpokalsieger: 1988[5]
- C-Jugend-Westfalenmeister: 1986, 2011, 2013[4]
- D-Jugend-Westfalenmeister: 1988[4]

### Persönlichkeiten
- Ilyas Ansah
- Christopher Antwi-Adjei
- Kerim Avcı
- Harald Beyer
- Onur Cenik
- Karl-Heinz Granitza
- Marcel Großkreutz
- Marco Gruszka
- Semih Güler
- Tim Gutberlet
- Stefan Klos
- Patrick Kohlmann
- Sascha Lewandowski
- Lothar Löwer
- Peter Martin
- Tobias Mißner
- Massimo Ornatelli
- Ingo Peter
- Wolfgang Peters
- Peter Quallo
- Reinhard Rauball
- Lars Ricken
- Sascha Samulewicz
- Lion Schweers
- Marcel Stenzel
- Jürgen Todebusch
- Tobias Warschewski
- Hannes Wolf

### Stadion
Heimspielstätte der Fußballabteilung des TSC Eintracht Dortmund ist das TSC-Stadion an der Flora. Das Stadion wurde im Jahre 1954 eröffnet und hieß bis zur Fusion DSC-Stadion an der Flora. Es hat eine Kapazität von 3.000 Plätzen.

## Handball
Die Handballabteilung des TSC Eintracht startete nach der Fusion von 1969 in der seinerzeit zweitklassigen Regionalliga West und scheiterte gleich in der ersten Saison im Halbfinale der Play-off-Runde an Alemannia Aachen. Ein Jahr später stieg die Eintracht ab und wurde in der folgenden Oberligasaison mit 2:30 Punkten als Tabellenletzter durchgereicht. Im Jahre 1985 kehrten die TSC-Handballer in die Oberliga Westfalen zurück und wurden auf Anhieb Vizemeister hinter der HSG Haltern-Sythen. Drei Jahre später stieg die Eintracht in die Regionalliga auf, nachdem die Mannschaft die Saison punktgleich mit der TSG Altenhagen-Heepen aus Bielefeld abschloss.
Ab 1991 bildeten die Handballer des TSC Eintracht zusammen mit dem ehemaligen Bundesligisten OSC Dortmund die HSG Dortmund, die später wieder zerfiel. In der Saison 2015/16 stellt der TSC Eintracht keine Handballmannschaft.

## Hockey
| Platzierungen Herren Feld | Platzierungen Herren Feld | Platzierungen Herren Feld |
| Saison                    | Liga                      | Pos.                      |
| ------------------------- | ------------------------- | ------------------------- |
| 1979/80                   | Oberliga                  | 1.                        |
| 1980/81                   | Regionalliga              | 4.                        |
| 1981/82                   | Regionalliga              | 1.                        |
| 1983                      | Regionalliga              | 2.                        |
| 1984                      | Regionalliga              | 3.                        |
| 1985                      | Regionalliga              | 7.                        |
| 1986                      | Regionalliga              | ?                         |
| 1987                      | Oberliga                  | 3.                        |
| 1988                      | Oberliga                  | 1.                        |
| 1989                      | Regionalliga              | 5.                        |
| 1990                      | Regionalliga              | 5.                        |
| 1991                      | Regionalliga              | 3.                        |
| 1992                      | Regionalliga              | 2.                        |
| 1993                      | Regionalliga              | 5.                        |
| 1994                      | Regionalliga              | 5.                        |
| 1995                      | Regionalliga              | 8.                        |
| 1996                      | Oberliga                  | 1.                        |
| 1997                      | Regionalliga              | 5.                        |
| 1998                      | Regionalliga              | 5.                        |
| 1999                      | Regionalliga              | ?                         |
| 2000                      | Regionalliga              | 3.                        |
| 2001                      | Regionalliga              | 5.                        |
| 2002                      | Regionalliga              | 8.                        |
| 2003/04                   | Oberliga                  | 1.                        |
| 2004/05                   | Regionalliga              | 7.                        |
| 2005/06                   | Regionalliga              | 8.                        |
| 2006/07                   | Oberliga                  | 2.                        |
| 2007/08                   | Oberliga                  | 3.                        |
| 2008/09                   | Oberliga                  | 3.                        |
| 2009/10                   | Oberliga                  | 3.                        |
| 2010/11                   | Oberliga                  | 4.                        |
| 2010/11                   | Oberliga                  | 3.                        |

Die Geschichte des Dortmunder Hockey reicht zurück bis ins Jahr 1921. Wilhelm Schulz vom Dortmunder Sport-Club 95 (einer der beiden Clubs, die 1969 zum TSC Eintracht fusionierten) dachte darüber nach, welchen Ausgleichssport man den Leichtathleten während der kalten Jahreszeit anbieten könne. So, wie der Verein 26 Jahre zuvor als erster den Fußballsport in Dortmund einführte, war man mit der Gründung der Hockeyabteilung am 23. April 1921 auch diesmal der erste.
Aufgrund des Fehlens einer geeigneten Anlage vereinigten sich die Hockeyspieler des DSC nach Saisonschluss 1922/23 mit der inzwischen gegründeten Hockeyabteilung des Dortmunder Tennis-Klubs von 1898, der sich inzwischen Dortmunder Tennis- und Hockey Klub nannte (heute Dortmunder TK Rot-Weiß 98). Doch auch hier hatte das Hockeyspiel keine Zukunft. 1926 wurde schließlich die Hockeyabteilung beim Turnverein Eintracht, dem heutigen TSC Eintracht 1848/95, gegründet. 1954 schloss sich der Dortmunder Hockey-Club der Eintracht aufgrund der besseren Trainingsmöglichkeiten an.
Der Hockeyabteilung sind einige Talente entsprungen, darunter Jugendnationalspieler wie die Brüder Benjamin und Maximilian Schröter.

### Platzanlage

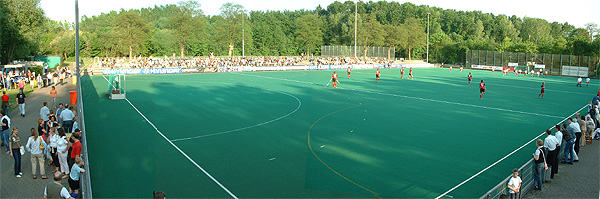
Hockeyplatz an der Ardeystraße

Die rund 300 Mitglieder nutzten das städtische Hockeyzentrum an der Ardeystraße rund 300 m südlich des Clubgeländes. Die bereits Anfang der 80er-Jahre erbaute Anlage mit einem der ersten Kunstrasenplätze Deutschlands teilt sich der TSC Eintracht mit der Dortmunder Hockey-Gesellschaft. Zuvor spielte man auf dem Naturrasenplatz Ardeyblick neben dem aus dem Hauptverein ausgeschiedenen Tennisclub Eintracht. Bis zum Bau des Naturrasenplatzes neben dem Kunstrasen an der Ardeystraße Anfang der 90er diente der Ardeyblick noch zu Trainingszwecken. Danach übernahm Borussia Dortmund die Anlage als Trainingsplatz für die Bundesligamannschaft.
Im Jahr 2017 wurde die neue Multi-Außensportanlage eingeweiht. Sie befindet sich am Hauptgebäude an der Victor-Toyka-Straße. Die Abteilung kann nun auf ein blaues Großfeld, das den höchsten Anforderungen entspricht, sowie auf ein extra Viertel zurückgreifen. Des Weiteren stehen eine Laufbahn und eine Finn-Bahn zur Verfügung.

### Herren

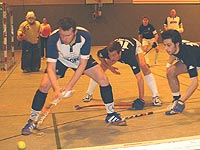
2. Bundesliga 2006 TSC-SW Köln

Die 1. Mannschaft spielt in der Saison 2016/17 in der Halle in der Oberliga B, wobei sie gerade gegen den Abstieg kämpft. Die zweite Mannschaft in der 1. Verbandsliga D und die 3. Mannschaft in der 4. Verbandsliga. (Stand Dez. 2016)
Auf dem Feld spielt die 1. Mannschaft in der Oberliga und beendet die Saison 2009/10 auf Tabellenplatz 3. Die 2. Herrenmannschaft wurde im Laufe der Saison aus der 1. Verbandsliga Westfalen zurückgezogen. Eine 3. Herrenmannschaft existiert zurzeit ebenfalls nicht auf dem Feld. (Stand 2010)

#### Größte Erfolge
- 1956 erstmals Westfalenmeister (Halle)
- 1957 westdeutsches Endspiel
- 2004–2006 2. Bundesliga-Halle

1971 (gegen Klipper Hamburg, Harvestehuder THC und Eintracht Duisburg) und 1982 (gegen Großflottbeker THGC, Eintracht Braunschweig und Kölner HTC Blau-Weiss) erreichten die 1. Herren die Aufstiegsrunde zur Feld-Bundesliga, sowie 1984 zur Hallenbundesliga. Von 2004 bis 2006 spielte die Herrenmannschaft drei Jahre in der 2. Bundesliga-Halle, wobei das Team in 13 Spielen zu Hause ungeschlagen blieb und insgesamt nur zwei Heimspiele verlor. Nach dem Abstieg brach die Mannschaft auseinander, so dass weitere Abstiege sowohl auf dem Feld als auch in der Halle aus der Regionalliga in die Oberliga folgten. In der Hallensaison 2008/09 gelang dann der Wiederaufstieg in die Regionalliga.

### Damen

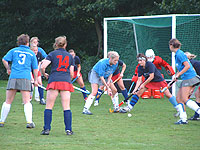
TSC-Damen 2003 in Oelde

In der Hallensaison 2009/10 spielt die Mannschaft in der 1. Verbandsliga Gr. C, wo man Tabellenerster wurde und in die Oberliga aufsteigt. Die 2. Damenmannschaft spielt ebenfalls in der ersten Verbandsliga (Gr. D) und belegte den 3. Platz. In der Feldsaison 2009/10 konnte die Damenmannschaft die Oberliga als Tabellenzweiter abschließen.

#### Größte Erfolge
Den größten Erfolg erreichten die Damen mit dem erstmals vom WHV ausgespielten westdeutschen Meistertitel in der Halle 1961 durch ein 1:0 n. V. über den Barmer TV, hatten aber Pech, dass deutsche Meisterschaften erst 1962 eingeführt wurden. Ein Jahr später erreichte das Team wieder das Endspiel musste sich aber demselben Gegner 0:3 geschlagen geben. 2001 stiegen die Damen aus der Oberliga in die damals zweithöchste Spielklasse, der Regionalliga, auf, mussten aber diese bereits ein Jahr später wieder verlassen.

### Jugend
In der Feldsaison 2015 konnten die A-Mädchen (Jahrgang 2001/2002) nach über 20 Jahren wieder die westdeutsche Meisterschaft (Oberliga) gewinnen. Die A-Mädchen treten nun in der darauf folgenden Hallensaison in der Regionalliga, der höchsten deutschen Spielklasse, an und spielen um die Qualifikationsplätze für die deutsche Meisterschaft. Sieben Spielerinnen des Teams spielen in der Auswahl des Bezirks Westfalen, sechs davon wurden für NRW Auswahl der U14 Mädchen gesichtet.

## Ehrenmitglieder
Ehrenmitglieder des TSC Eintracht Dortmund (höchste Auszeichnung des Vereins für besondere Verdienste um den Verein oder den Sport):
- 1862 Auerbach
- 1864 Eduard von Mayer
- 1864 Karl Zahn
- 1864 v. d. Heyden-Rynsch
- 1871 Rang
- 1877 Brückmann
- 1877 W. Overbeck
- 1879 Fritz Winterkamp
- 1907–1938 Hans Nebelung
- 1919 Paul Rulf
- 1924–1942 Victor Toyka
- 1924–1943 Wilhelm Backhaus
- 1924–1951 Heinrich Regener
- 1924–1952 Carl Willikens
- 1948–1956 Ernst Halbach
- 1950–1960 Karl Bartels
- 1953–1996 Willi Daume
- 1953–1954 Paul Thon
- 1955–1966 Karl Kramer
- 1955–1964 Robert Georg
- 1955–1964 Walter Schmitt
- 1955–1972 Ferdinand Schmidt
- 1964–1972 Franz Bussmann
- 1964–1967 Eugen Klöpper
- 1976–1986 Ernst Götte
- 1977–1985 Hans Brinkmann
- 1977–1993 Otto Kaessmann
- 1988–1988 Gustav Schulz
- 1998–2003 Walter Schiffmann
- 2003–2014 Oskar Reinecke
- 2006 Heinz Becker